# Tomoki Nojiri
Tomoki Nojiri (野 尻 智 紀, Ibaraki, Japón, 15 de septiembre de 1989) es un piloto de automovilismo japonés. Ha sido campeón del Campeonato de Super Fórmula Japonesa en 2021 y 2022, y tercero en 2023. Nojiri también resultó subcampeón del Super GT Japonés en 2021 y tercero en 2018 siendo piloto oficial de Honda.
Tras el karting, inició su carrera en monoplazas en 2011, en la clase nacional de la Fórmula 3 Japonesa. Al año siguiente pasó a la clase principal de la F3. En 2013 se mantuvo en la F3 y debutó en la GT300 del Super GT, con un Honda CR-Z.
En Super Fórmula, debutó en 2014 con el Dandelion Racing, antes de pasar al equipo Mugen en 2019. Mientras que en la clase principal del Super GT, la GT500, es piloto del Autobacs Racing Team Aguri desde 2015. Su mejor resultado en ambas categorías fue en 2021, cuando fue campeón de Super Fórmula por primera vez y subcampeón de la GT500.

## Resumen de carrera
| Temporada | Categoría                                         | Equipo                       | Carreras     | Victorias    | Poles        | VR           | Podios       | Puntos       | Pos.         |
| --------- | ------------------------------------------------- | ---------------------------- | ------------ | ------------ | ------------ | ------------ | ------------ | ------------ | ------------ |
| 2011      | Campeonato de Fórmula 3 Japonesa - Clase Nacional | Honda Formula Dream Project  | 14           | 3            | 5            | 2            | 10           | 89           | 2.º          |
| 2012      | Campeonato de Fórmula 3 Japonesa                  | Honda Formula Dream Project  | 15           | 1            | 2            | 1            | 6            | 49           | 5.º          |
| 2013      | Campeonato de Fórmula 3 Japonesa                  | TODA Racing                  | 15           | 0            | 0            | 0            | 7            | 50           | 4.º          |
| 2013      | Super GT Japonés - GT300                          | ARTA                         | 2            | 0            | 0            | 0            | 0            | 0            | NC           |
| 2014      | Campeonato de Super Fórmula Japonesa              | DoCoMo Team Dandelion Racing | 9            | 1            | 0            | 0            | 1            | 10           | 10.º         |
| 2014      | Super GT Japonés - GT500                          | Team Mugen                   | 8            | 0            | 0            | 0            | 1            | 26           | 11.º         |
| 2015      | Campeonato de Super Fórmula Japonesa              | DoCoMo Team Dandelion Racing | 8            | 0            | 0            | 2            | 2            | 19           | 7.º          |
| 2015      | Super GT Japonés - GT500                          | ARTA                         | 8            | 0            | 0            | 0            | 0            | 10           | 14.º         |
| 2016      | Campeonato de Super Fórmula Japonesa              | DoCoMo Team Dandelion Racing | 8            | 0            | 1            | 0            | 1            | 14.5         | 9.º          |
| 2016      | Super GT Japonés - GT500                          | ARTA                         | 8            | 0            | 0            | 0            | 0            | 16           | 15.º         |
| 2017      | Campeonato de Super Fórmula Japonesa              | DoCoMo Team Dandelion Racing | 8            | 0            | 1            | 0            | 0            | 2            | 17.º         |
| 2017      | Super GT Japonés - GT500                          | ARTA                         | 8            | 1            | 3            | 2            | 1            | 37           | 9.º          |
| 2018      | Campeonato de Super Fórmula Japonesa              | DoCoMo Team Dandelion Racing | 7            | 0            | 1            | 0            | 1            | 12.5         | 7.º          |
| 2018      | Super GT Japonés - GT500                          | ARTA                         | 8            | 2            | 3            | 2            | 3            | 71           | 3.º          |
| 2019      | Campeonato de Super Fórmula Japonesa              | Team Mugen                   | 7            | 1            | 0            | 0            | 1            | 24           | 4.º          |
| 2019      | Super GT Japonés - GT500                          | ARTA                         | 8            | 1            | 0            | 0            | 0            | 31           | 10.º         |
| 2020      | Campeonato de Super Fórmula Japonesa              | Team Mugen                   | 7            | 1            | 2            | 0            | 1            | 47           | 5.º          |
| 2020      | Super GT Japonés - GT500                          | ARTA                         | 8            | 1            | 0            | 0            | 3            | 54           | 5.º          |
| 2021      | Campeonato de Super Fórmula Japonesa              | Team Mugen                   | 7            | 3            | 2            | 2            | 4            | 86           | 1.º          |
| 2021      | Super GT Japonés - GT500                          | ARTA                         | 8            | 2            | 1            | 0            | 2            | 60           | 2.º          |
| 2022      | Campeonato de Super Fórmula Japonesa              | Team Mugen                   | 10           | 2            | 6            | 1            | 8            | 154          | 1.º          |
| 2022      | Super GT Japonés - GT500                          | ARTA                         | 8            | 1            | 0            | 0            | 1            | 24           | 12.º         |
| 2023      | Campeonato de Super Fórmula Japonesa              | Team Mugen                   | 8            | 3            | 4            | 0            | 5            | 106          | 3.º          |
| 2024      | Campeonato de Super Fórmula Japonesa              | Team Mugen                   | 9            | 2            | 2            | 1            | 4            | 87           | 2.º          |
| 2025      | Campeonato de Super Fórmula Japonesa              | Team Mugen                   | Disputándose | Disputándose | Disputándose | Disputándose | Disputándose | Disputándose | Disputándose |
| Fuente:   |                                                   |                              |              |              |              |              |              |              |              |

## Resultados

### Campeonato de Super Fórmula Japonesa
(Clave) (negrita indica pole position) (cursiva indica vuelta rápida)

| Año     | Equipo                       | 1      | 2       | 3       | 4       | 5      | 6      | 7       | 8       | 9       | 10    | 11  | 12  | Pos. | Puntos |
| ------- | ---------------------------- | ------ | ------- | ------- | ------- | ------ | ------ | ------- | ------- | ------- | ----- | --- | --- | ---- | ------ |
| 2014    | DoCoMo Team Dandelion Racing | SUZ 9  | FUJ Ret | FUJ 15  | FUJ 12  | MOT 9  | AUT 9  | SUG 1   | SUZ 12  | SUZ 9   |       |     |     | 10.º | 10     |
| 2015    | DoCoMo Team Dandelion Racing | SUZ 8  | OKA 3   | FUJ 8   | MOT 6   | AUT 10 | SUG 3  | SUZ 5   | SUZ Ret |         |       |     |     | 7.º  | 19     |
| 2016    | DoCoMo Team Dandelion Racing | SUZ 9  | OKA 4   | FUJ 13  | MOT Ret | OKA 4  | OKA 16 | SUG 3   | SUZ 4   | SUZ Ret |       |     |     | 9.º  | 14.5   |
| 2017    | DoCoMo Team Dandelion Racing | SUZ 16 | OKA 13  | OKA 10  | FUJ 10  | MOT 8  | AUT 14 | SUG 12  | SUZ C   | SUZ C   |       |     |     | 17.º | 2      |
| 2018    | DoCoMo Team Dandelion Racing | SUZ 3  | AUT C   | SUG 7   | FUJ 14  | MOT 8  | OKA 4  | SUZ 9   |         |         |       |     |     | 7.º  | 12.5   |
| 2019    | Team Mugen                   | SUZ 4  | AUT 18  | SUG Ret | FUJ 4   | MOT 8  | OKA 9  | SUZ 1   |         |         |       |     |     | 4.º  | 24     |
| 2020    | Team Mugen                   | MOT 7  | OKA 10  | SUG 4   | AUT 1   | SUZ 7  | SUZ 5  | FUJ Ret |         |         |       |     |     | 5.º  | 47     |
| 2021    | Team Mugen                   | FUJ 1  | SUZ 1   | AUT 5   | SUG 6   | MOT 1  | MOT 5  | SUZ 3   |         |         |       |     |     | 1.º  | 86     |
| 2022    | Team Mugen                   | FUJ 2  | FUJ 1   | SUZ 2   | AUT 4   | SUG 3  | FUJ 3  | MOT 3   | MOT 4   | SUZ 2   | SUZ 1 |     |     | 1.º  | 154    |
| 2023    | Team Mugen                   | FUJ 2  | FUJ 1   | SUZ Ret | AUT     | SUG 2  | FUJ 8  | MOT 1   | SUZ 1   | SUZ 4   |       |     |     | 3.º  | 106    |
| 2024    | Team Mugen                   | SUZ 1  | AUT 9   | SUG 1   | FUJ 3   | MOT 3  | FUJ 6  | FUJ 7   | SUZ 5   | SUZ 4   |       |     |     | 2.º  | 87     |
| 2025*   | Team Mugen                   | SUZ 7  | SUZ 4   | MOT 9   | MOT 10  | AUT 2  | FUJ 2  | FUJ 12  | SUG 15  | FUJ     | FUJ   | SUZ | SUZ | 5.º  | 57     |
| Fuente: |                              |        |         |         |         |        |        |         |         |         |       |     |     |      |        |

- * Temporada en progreso.